# Fuentelespino de Haro
Fuentelespino de Haro là một đô thị trong tỉnh Cuenca, cộng đồng tự trị Castile-La Mancha Tây Ban Nha. Đô thị này có diện tích là 33,44 ki-lô-mét vuông, dân số năm 2009 là 293 người với mật độ 8,76 người/km². Đô thị này có cự ly 80 km so với tỉnh lỵ Cuenca.